# Shark Fin (Viktorialand)
Shark Fin (englisch für Haiflosse) ist ein 2242 m hoher und spitzer Berg im ostantarktischen Viktorialand. In der Royal Society Range ragt er aus einem Gebirgskamm auf, der die Kopfenden des Renegar- und des Foster-Gletschers voneinander trennt.
Das New Zealand Geographic Board verlieh dem Berg 1994 seinen deskriptiven Namen.